# Macks Ølbryggeri

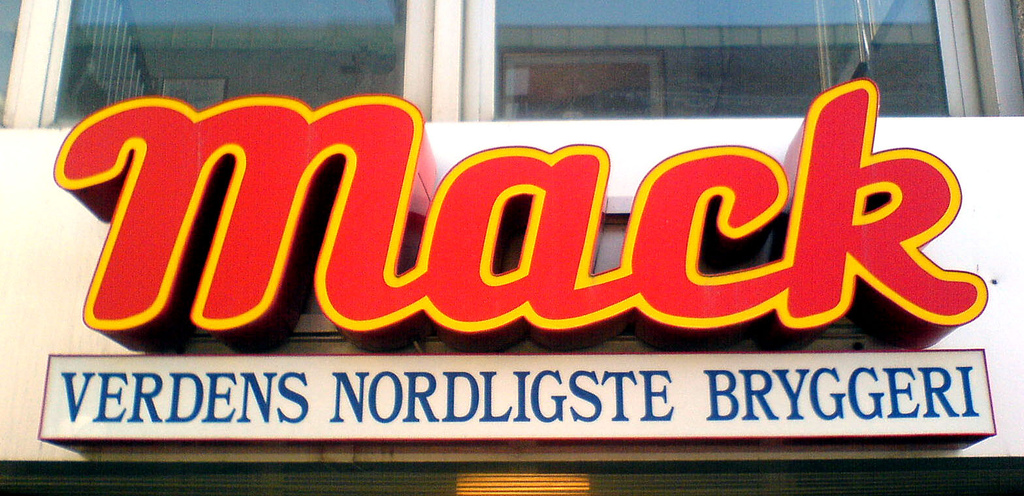

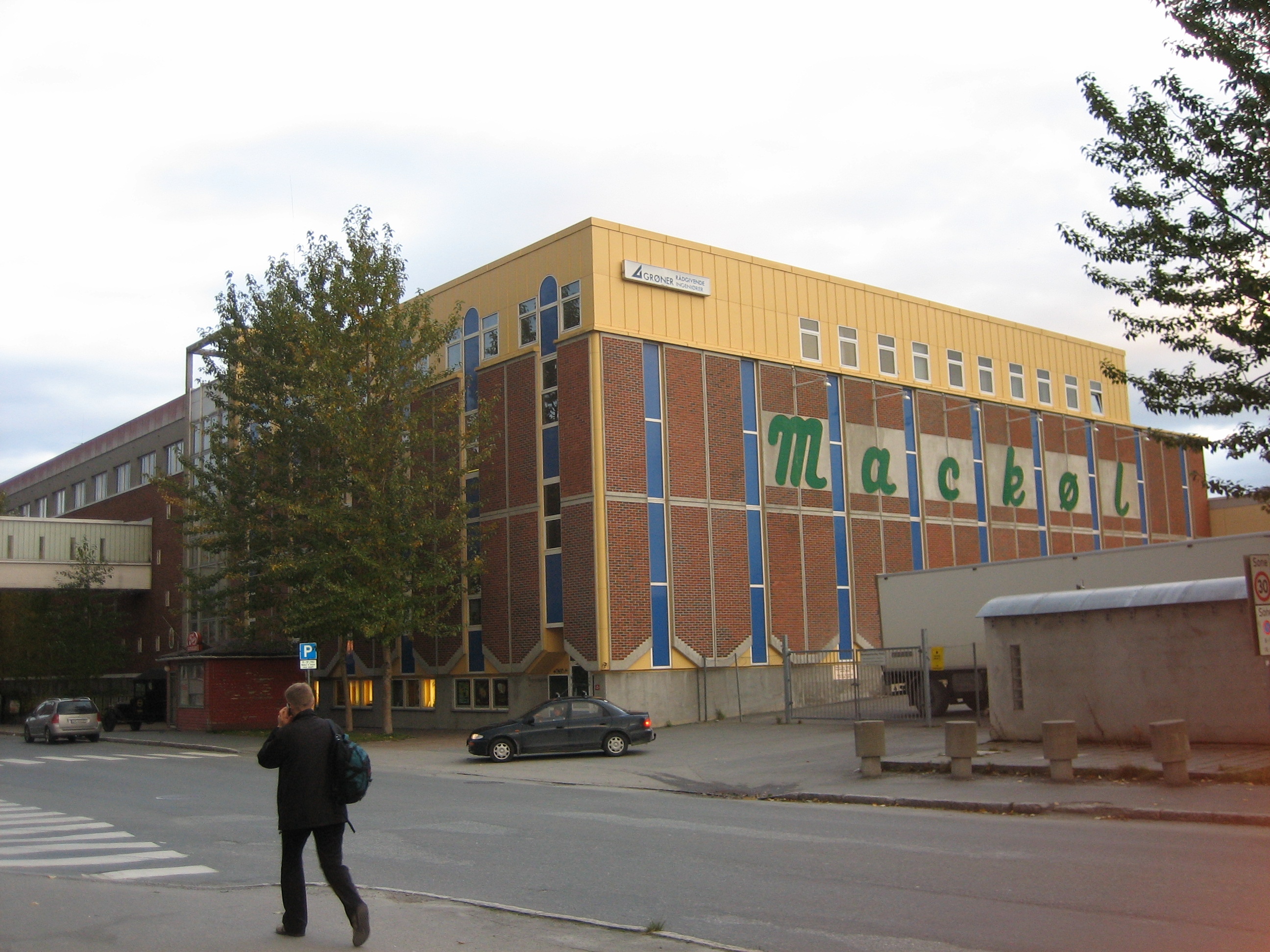
Macks bryggeri

Macks Ølbryggeri i Tromsø var fram till 2000 världens nordligaste bryggeri, då Nordkapp Mikrobryggeri i Honningsvåg började brygga öl. Numera finns även ett bryggeri på Svalbard som är det nordligaste bryggeriet. Macks, egentligen AS L. Macks ølbryggeri og mineralvannsfabrikk, grundades år 1877 av Ludwig Markus Mack och tillverkar idag både öl och läsk. I bryggeriet finns även puben Ølhallen som är Tromsøs äldsta och Mack anordnar varje år Tromsø Ølfestival.